# جفری وینسائوف
جفری وینسائوف (به انگلیسی: Geoffrey of Vinsauf)، نویسنده و مورخ قرن ۱۱ و ۱۲ میلادی که اثر پئوتریا نووا اثر برجسته اوست. همچنین کتاب ایتینراریوم رگیس ریکاردی را پیشتر  به او نسبت داده بودند اما بنا بر نظرات جدید، این اثر توسط ریچارد د تمپلو، کانن تثلیث مقدس لندن، در دههٔ ۱۲۲۰ میلادی براساس دو روایت گمشده از جنگ صلیبی سوم به رشته درآمده است.